# 佐田玄一郎
佐田 玄一郎（さた げんいちろう、1952年〈昭和27年〉12月22日 - ）は、日本の政治家、技術者。
衆議院議員（9期）、第1次安倍内閣の内閣府特命担当大臣（規制改革担当）、総務副大臣（第1次小泉内閣）、郵政政務次官（第2次森内閣）、文部政務次官（第2次橋本内閣）、大蔵政務次官（村山改造内閣）、衆議院議院運営委員長（第66・74代）、衆議院総務委員長などを歴任。
父は元佐田建設社長の佐田武夫。祖父は元参議院議員の佐田一郎。

## 来歴・人物

### 生まれ
群馬県前橋市生まれ。群馬県立前橋高等学校、北海道大学工学部卒業。大学では流体工学や材料力学などを学んだ。
1980年、鉄建建設に入社。同社ではシールド工法の技術者として、新幹線や地下鉄のトンネル工事などに携わった。その後、佐田建設で社長を務める父・佐田武夫が病気で体調を崩したため帰郷し、同社に入社した。父が竹下登衆議院議員の後援会幹部を務めていたことがきっかけで、竹下が大蔵大臣を務めていた際には玄一郎は大蔵大臣秘書官に任じられた。

### 政治家として
1990年、第39回衆議院議員総選挙に旧群馬1区（定数3）から自民党公認で出馬し、日本社会党の田邊誠、自民党の尾身幸次に次ぐ3位で初当選。当選後は、同郷の小渕恵三が所属する平成研究会に入会。1993年の第40回衆議院議員総選挙では尾身に次ぐ2位で再選。
1995年、村山改造内閣で大蔵政務次官に就任。小選挙区比例代表並立制導入後初めて実施された1996年の第41回衆議院議員総選挙では、旧群馬1区でライバル関係にあった尾身幸次が群馬1区から出馬し、佐田は比例北関東ブロック単独で立候補する住み分けがなされた。同年、第2次橋本内閣で文部政務次官に就任。第41回衆議院議員総選挙以降、コスタリカ方式により尾身、佐田が群馬1区、比例北関東ブロックから交互に出馬している。2000年の第42回衆議院議員総選挙では群馬1区から出馬し、3選。2001年、第1次小泉内閣で総務副大臣（情報通信、郵政担当）に任命された。2005年、衆議院議院運営委員長に就任。

### 政治資金問題による国務大臣辞任
2006年9月には安倍内閣で内閣府特命担当大臣（規制改革担当）に任命され初入閣。あわせて国･地方行政改革、公務員制度改革、地域活性化、道州制を担当する国務大臣も兼務した。2006年12月25日、自身の政治団体「佐田玄一郎政治研究会」が1990年から2000年までの10年間、実態のない架空の事務所費を計上し、約7800万円を支出したとする虚偽の政治資金収支報告書を提出していた問題が発覚。佐田の公設第1秘書の証言によれば、同団体には活動実態が無く、1990年から1999年までに活動費として収支報告書に記載していた2億1300万円についても虚偽記載の可能性が指摘され、佐田は同年12月27日に国務大臣の職を辞任した（後任は渡辺喜美）。2009年の第45回衆議院議員総選挙では比例北関東ブロックから出馬し、7選。一方、群馬1区から出馬した尾身は落選し、その後政界引退を表明した。

### 女性問題による衆議院運営委員長辞任
2012年10月、安倍晋三総裁の下で自民党財務委員長に就任。同年12月の第46回衆議院議員総選挙では群馬1区から出馬し、8選。当選後、衆議院議院運営委員長に就任。2013年6月、週刊新潮に女性問題を報じられたため引責辞任。

### 2014年以降
2014年11月24日、自民党群馬県連は佐田の公認を党本部に推薦せず、群馬1区の公認候補の選定を党本部側に一任した。
2014年の第47回衆議院議員総選挙に自民党公認で群馬1区から出馬し、無所属の上野宏史に7000票差まで迫られながらも9選。なお、この選挙で公明党は他の群馬県内の自民党候補に推薦を出す中、佐田陣営が比例北関東ブロック単独で出馬した自民党の尾身朝子（尾身幸次の長女）と連携する方針を示したことや、自民党公認をめぐって混乱がみられたことを理由に佐田を推薦しなかった。
2016年3月18日、群馬県第1区の自民党県議団は昨年12月に佐田の新たな女性問題報道があったことを受けて、次期衆議院選挙での自民党公認候補として佐田を推薦しないことを決定した。
2017年9月26日、自民党群馬県連は佐田ではなく尾身朝子を群馬1区での公認候補として党本部に推薦した。
2017年10月9日、群馬1区で自民党本部が尾身朝子を公認したことを受け、保守分裂を避けることを理由に第48回衆議院議員総選挙に立候補しないことを表明した。
2019年9月26日、翌年2月に予定される前橋市長選挙への出馬を正式表明。佐田は「閉塞感のある前橋を何とかしたい」との思いから出馬を決断したと述べた。2020年2月2日告示・2月9日投開票の結果、佐田は候補者6人中得票数5位で落選した。2020年の前橋市長選は現職の山本龍市長と、元市長の高木政夫と近い関係にある岩上憲司元群馬県議の2人による事実上の一騎打ちであった。
※当日有権者数：277,549人 最終投票率：43.16%（前回比：+12.19pts）
| 候補者名   | 年齢 | 所属党派 | 新旧別 | 得票数   | 得票率 | 推薦・支持      |
| ---------- | ---- | -------- | ------ | -------- | ------ | --------------- |
| 山本龍     | 60   | 無所属   | 現     | 49,565票 | 41.69% |                 |
| 岩上憲司   | 47   | 無所属   | 新     | 39,439票 | 33.17% |                 |
| 中島資浩   | 48   | 無所属   | 新     | 12,564票 | 10.56% |                 |
| 店橋世津子 | 58   | 無所属   | 新     | 9,428票  | 7.93%  | 日本共産党 推薦 |
| 佐田玄一郎 | 67   | 無所属   | 新     | 7,597票  | 6.40%  |                 |
| 海老根篤   | 72   | 無所属   | 新     | 277票    | 0.25%  |                 |

2023年秋の叙勲において旭日大綬章を受章した。

## 選挙歴
| 当落 | 選挙                   | 執行日         | 年齢 | 選挙区     | 政党       | 得票数     | 得票率 | 定数 | 得票順位 /候補者数 | 政党内比例順位 /政党当選者数 |
| ---- | ---------------------- | -------------- | ---- | ---------- | ---------- | ---------- | ------ | ---- | ------------------ | ---------------------------- |
| 当   | 第39回衆議院議員総選挙 | 1990年02月18日 | 37   | 旧群馬1区  | 自由民主党 | 8万5713票  | 22.8   | 3    | 3/5                | /                            |
| 当   | 第40回衆議院議員総選挙 | 1993年07月18日 | 40   | 旧群馬1区  | 自由民主党 | 7万5906票  | 21.7   | 3    | 2/6                | /                            |
| 比当 | 第41回衆議院議員総選挙 | 1996年10月20日 | 43   | 比例北関東 | 自由民主党 |            |        | 21   | /                  | 4/8                          |
| 当   | 第42回衆議院議員総選挙 | 2000年06月25日 | 47   | 群馬1区    | 自由民主党 | 13万4247票 | 59.1   | 1    | 1/3                | /                            |
| 比当 | 第43回衆議院議員総選挙 | 2003年11月09日 | 50   | 比例北関東 | 自由民主党 |            |        | 20   | /                  | 1/8                          |
| 当   | 第44回衆議院議員総選挙 | 2005年09月11日 | 52   | 群馬1区    | 自由民主党 | 13万6920票 | 55.8   | 1    | 1/4                | /                            |
| 比当 | 第45回衆議院議員総選挙 | 2009年08月30日 | 56   | 比例北関東 | 自由民主党 |            |        | 20   | /                  | 1/6                          |
| 当   | 第46回衆議院議員総選挙 | 2012年12月16日 | 59   | 群馬1区    | 自由民主党 | 9万4709票  | 45.0   | 1    | 1/5                | /                            |
| 当   | 第47回衆議院議員総選挙 | 2014年12月14日 | 61   | 群馬1区    | 自由民主党 | 6万1927票  | 33.0   | 1    | 1/4                | /                            |
| 落   | 前橋市長選挙           | 2020年2月9日   | 67   | ――         | 無所属     | 7597票     | 6.4    | 1    | 5/6                | /                            |

## 政策
- 2014衆院選 毎日新聞候補者アンケートによると
  - 憲法改正と集団的自衛権の行使に賛成。
  - アベノミクスを評価する。
  - 軽減税率の導入に賛成。
  - 原発は日本に必要。
  - 河野談話を見直すべきとしている。
  - ヘイトスピーチを法律で規制することに賛成[35]。
- 2002年に、例外的に夫婦の別姓を実現させる会に賛同している。一方、2014年のアンケートでは、選択的夫婦別姓制度導入にどちらかというと反対としている[36]。
- 健康増進法を努力規定ではなく義務規定として、受動喫煙防止を徹底することに反対[37]。

## 所属団体・議員連盟
- 神道政治連盟国会議員懇談会[38]
- みんなで靖国神社に参拝する国会議員の会[38]
- 日韓議員連盟
- 例外的に夫婦の別姓を実現させる会
- TPP交渉における国益を守り抜く会

## 親族
- 祖父・佐田一郎 - 元参議院議員、佐田建設創業者[39]
- 父・佐田武夫 - 元佐田建設社長[39]